# Salobrar de Campos
Es Salobrar de Campos és un conjunt d'Aiguamolls litorals situats a la part baixa de la conca de Campos. Les principals aportacions d'aigua d'aquesta zona són marines però també hi desguassen allà els principals torrents del sud de Mallorca, el Torrent de Son Catlar i el Torrent de Son Xorc. Aquest aiguamoll té una extensió d'unes 300 ha, 132 de les quals són ocupades per una instal·lació salinera bastida els anys cinquanta, per l'empresa Salines de Llevant. Es Salobrar de Campos és la segona zona humida de Mallorca en extensió, després de s'Albufera i des de 2017 forma part del Parc Natural Marítim Terrestre es Trenc-Salobrar de Campos.
El salobrar es comunica superficialment amb la mar. Només en episodis extrems d'aiguats, les aigües del Salobrar trenquen la barrera dunar i la platja des Trenc, a través dels estanys de les Pedreres, uns estanys salobres situats entre es Trenc i Es Salobrar pròpiament dit.

## Flora i Fauna
Les maresmes que encara queden sense modificar són cobertes per salicornars i jonqueres; i en els llocs on la salinitat de l'aigua no és excessiva s'hi desenvolupa canyissar. També hi ha boscos de tamarius, actualment en retrocés per l'excés de salinitat que provoquen les salines. Un gran sistema dunar poblat de pi blanc i savina separa els aiguamolls del mar.
L'ornitofauna d'aquesta àrea és especialment important per la concentració d'aus limícoles. Hi ha importants colònies d'avisadors, de corriol camanegre i de flamencs. També s'ha registrat la cria del mussol emigrant. En total s'han albirat fins a 171 espècies d'aus.

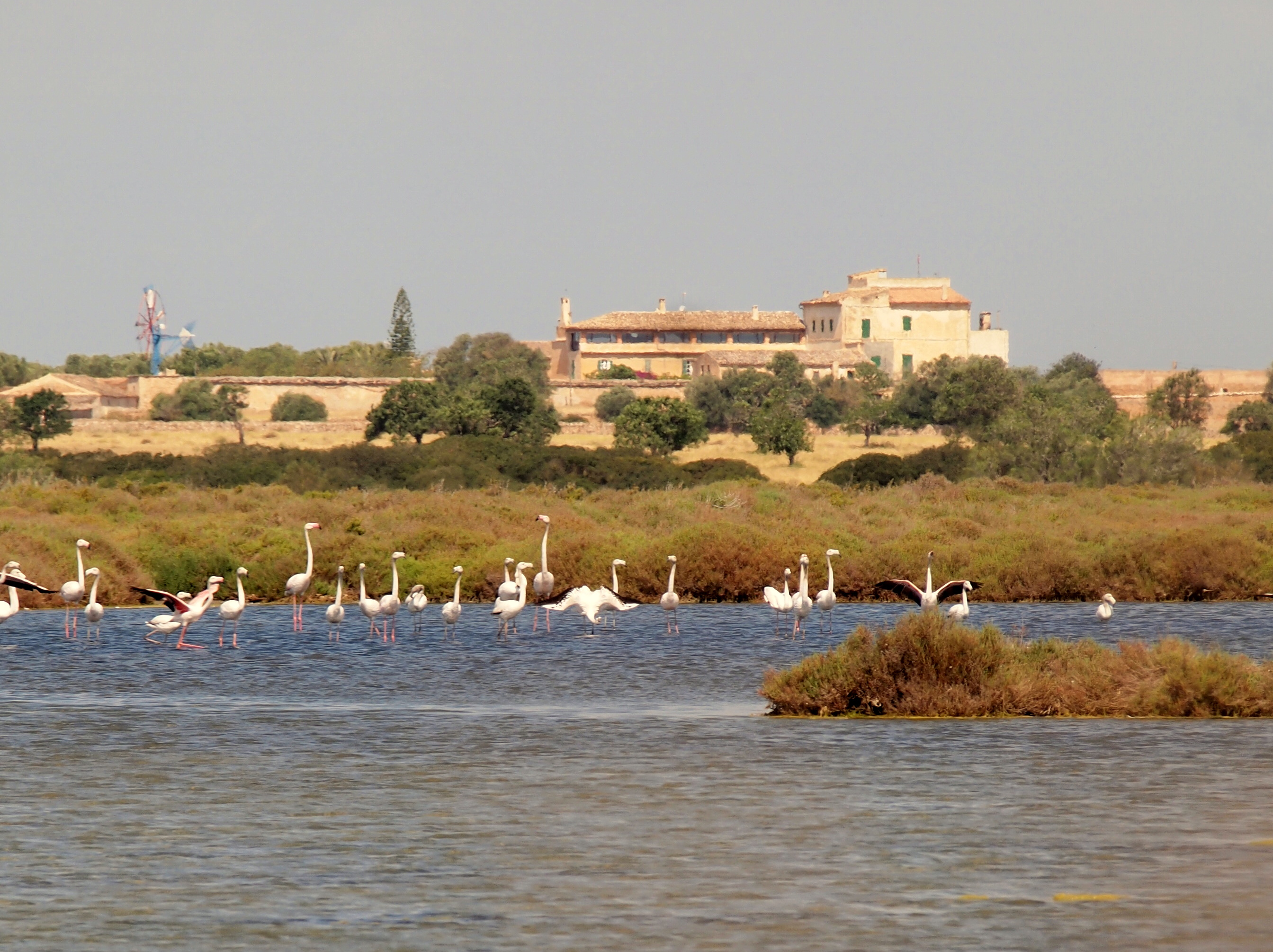
Flamencs al Salobrar de Campos